# دوناوان پاتون
دوناوان پاتون (انگلیسی: Donovan Patton؛ زادهٔ ۱ مارس ۱۹۷۸) بازیگر، صدا پیشه، و بازیگر تلویزیون اهل ایالات متحده آمریکا است. وی از سال ۱۹۹۶ میلادی تاکنون مشغول فعالیت بوده‌است.

## حرفه
پاتون از آکادمی هنرهای اینترلوخن فارغ‌التحصیل شد و در نمایشنامه های ویلیام شکسپیر مانند هیاهوی بسیار برای هیچ و رومئو و ژولیت بازی کرد و بعد از آن جانشین استیو برنس به عنوان مجری برنامه تلویزیونی کودک نیکلودئون، ردپای آبی، در سال ۲۰۰۲ شد.